# Zulte
Zulte è un comune belga di 15 570 abitanti, situato nella provincia fiamminga delle Fiandre Orientali.